# Världscupen i längdåkning 1986/1987
Världscupen i längdåkning 1986/1987 inleddes i Ramsau i Österrike den 10 december 1986 och avslutades i Oslo i Norge den 15 mars 1987. Vinnare av totala världscupen blev Torgny Mogren från Sverige på herrsidan och Marjo Matikainen-Kallström från Finland på damsidan.

## Tävlingskalender

### Herrar
| Placering | Datum                          | Plats      | Distans                                     | Etta                                        | Tvåa                                        | Trea                                        |
| --------- | ------------------------------ | ---------- | ------------------------------------------- | ------------------------------------------- | ------------------------------------------- | ------------------------------------------- |
| 1.        | 10 december 1986               | Ramsau     | 15 kilometer fristil                        | Gunde Svan                                  | Kari Ristanen                               | Vegard Ulvang                               |
| 2.        | 13 december 1986               | Cogne      | 15 kilometer fristil                        | Gunde Svan                                  | Torgny Mogren                               | Vladimir Smirnov                            |
| 3.        | 14 december 1986               | Cogne      | Stafett 4 x 10 kilometer                    | -                                           | -                                           | -                                           |
| 4.        | 20 december 1986               | Davos      | 30 kilometer klassisk stil                  | Thomas Eriksson                             | Vladimir Smirnov                            | Christer Majbäck                            |
| 5.        | 21 december 1986               | Davos      | Stafett 4 x 10 kilometer                    | -                                           | -                                           | -                                           |
| 6.        | 10 januari 1987                | Calgary    | 15 kilometer klassisk stil                  | Harri Kirvesniemi                           | Torgny Mogren                               | Christer Majbäck                            |
| 7.        | 11 januari 1987                | Calgary    | Stafett 4 x 10 kilometer                    | -                                           | -                                           | -                                           |
| VM        | 11 februari - 21 februari 1987 | Oberstdorf | Världsmästerskapen i nordisk skidsport 1987 | Världsmästerskapen i nordisk skidsport 1987 | Världsmästerskapen i nordisk skidsport 1987 | Världsmästerskapen i nordisk skidsport 1987 |
| 8.        | 1 mars 1987                    | Lahtis     | 30 kilometer fristil                        | Aleksej Prokurorov                          | Torgny Mogren                               | Albert Walder                               |
| 9.        | 7 mars 1987                    | Falun      | 30 kilometer fristil                        | Pierre Harvey                               | Aleksej Prokurorov                          | Torgny Mogren                               |
| 10.       | 8 mars 1987                    | Falun      | Stafett 4 x 10 kilometer                    | -                                           | -                                           | -                                           |
| 11.       | 14 mars 1987                   | Kavgolovo  | 15 kilometer klassisk stil                  | Torgny Mogren                               | Vegard Ulvang                               | Pål Gunnar Mikkelsplass                     |
| 12.       | 19 mars 1987                   | Oslo       | Stafett 4 x 10 kilometer                    | -                                           | -                                           | -                                           |
| 13.       | 21 mars 1987                   | Oslo       | 50 kilometer klassisk stil                  | Thomas Wassberg                             | Per Knut Aaland                             | Thomas Eriksson                             |

### Damer
| Placering | Datum                          | Plats       | Distans                                     | Etta                                        | Tvåa                                        | Trea                                        |
| --------- | ------------------------------ | ----------- | ------------------------------------------- | ------------------------------------------- | ------------------------------------------- | ------------------------------------------- |
| 1.        | 10 december 1986               | Ramsau      | 10 kilometer fristil                        | Marianne Dahlmo                             | Natalia Furlatova                           | Susann Kuhfittig                            |
| 2.        | 13 december 1986               | Val di Sole | 5 kilometer klassisk stil                   | Britt Pettersen                             | Marie Johansson                             | Grete Ingeborg Nykkelmo                     |
| 3.        | 14 december 1986               | Val di Sole | Stafett 4 x 5 kilometer                     | -                                           | -                                           | -                                           |
| 4.        | 20 december 1986               | Cogne       | 20 kilometer fristil                        | Grete Ingeborg Nykkelmo                     | Marianne Dahlmo                             | Karin Thomas                                |
| 5.        | 21 december 1986               | Cogne       | Stafett 4 x 10 kilometer                    | -                                           | -                                           | -                                           |
| 6.        | 10 januari 1987                | Calgary     | 10 kilometer klassisk stil                  | Evi Kratzer                                 | Annika Dahlman                              | Angela Schmidt-Foster                       |
| 7.        | 11 januari 1987                | Calgary     | Stafett 4 x 5 kilometer                     | -                                           | -                                           | -                                           |
| VM        | 11 februari - 21 februari 1987 | Oberstdorf  | Världsmästerskapen i nordisk skidsport 1987 | Världsmästerskapen i nordisk skidsport 1987 | Världsmästerskapen i nordisk skidsport 1987 | Världsmästerskapen i nordisk skidsport 1987 |
| 8.        | 28 februari 1987               | Lahtis      | 5 kilometer fristil                         | Marjo Matikainen                            | Anfisa Reztsova                             | Antonina Ordina                             |
| 9.        | 1 mars 1987                    | Lahtis      | Stafett 4 x 5 kilometer                     | -                                           | -                                           | -                                           |
| 10.       | 7 mars 1987                    | Falun       | 30 kilometer fristil                        | Anette Bøe                                  | Marjo Matikainen                            | Marianne Dahlmo                             |
| 11.       | 15 mars 1987                   | Kavgolovo   | 10 kilometer klassisk stil                  | Marjo Matikainen                            | Anfisa Reztsova                             | Marie-Helene Westin                         |
| 12.       | 19 mars 1987                   | Oslo        | Stafett 4 x 5 kilometer                     | -                                           | -                                           | -                                           |
| 13.       | 21 mars 1987                   | Oslo        | 20 kilometer klassisk stil                  | Britt Pettersen                             | Raisa Smetanina                             | Anne Jahren                                 |

## Slutställning

### Herrar
| Placering | Namn               | Land          | Total Poäng |
| --------- | ------------------ | ------------- | ----------- |
| 1         | Torgny Mogren      | Sverige       | 115         |
| 2         | Thomas Wassberg    | Sverige       | 98          |
| 3         | Gunde Svan         | Sverige       | 83          |
| 4         | Vegard Ulvang      | Norge         | 74          |
| 5         | Vladimir Smirnov   | Sovjetunionen | 64          |
| 6         | Aleksej Prokurorov | Sovjetunionen | 62          |
| 7         | Pierre Harvey      | Kanada        | 60          |
| 8         | Thomas Eriksson    | Sverige       | 59          |
| 9         | Harri Kirvesniemi  | Finland       | 57          |
| 9         | Kari Ristanen      | Finland       | 48          |

### Damer
| Placering | Namn                       | Land          | Total Poäng |
| --------- | -------------------------- | ------------- | ----------- |
| 1         | Marjo Matikainen-Kallström | Finland       | 127         |
| 2         | Anfisa Reztsova            | Sovjetunionen | 97          |
| 3         | Marianne Dahlmo            | Norge         | 95          |
| 4         | Marie-Helen Westin         | Sverige       | 85          |
| 5         | Britt Pettersen            | Norge         | 75          |
| 6         | Anette Bøe                 | Norge         | 61          |
| 7         | Evi Kratzer                | Schweiz       | 60          |
| 8         | Anne Jahren                | Norge         | 59          |
| 9         | Grete Ingeborg Nykkelmo    | Norge         | 53          |
| 10        | Raisa Smetanina            | Sovjetunionen | 51          |